# Joseph Cullman
Joseph F. Cullman (9 de Abril de 1912 – 30 de Abril de 2004) foi um homem de negócios estadunidense, CEO da Philip Morris Companhia de 1957 até 1978 e um tênis aficionado. Durante sua gestão como CEO, a marca Philip Morris Marlboro se tornou o mais popular marca de cigarros nos Estados Unidos. Descrito como "o chefe da industria de cigarros defensor contra o movimento antitabagismo",
A parte da industria de tabaco, serviu como presidente do US Open em Forest Hills de 1969 a 1970 e como presidente e líder do International Tennis Hall of Fame de 1982 até 1988, ele foi induzido ao prêmio em 1990.